# نایف هزازی (بازیکن فوتبال، زاده ۱۹۹۲)
نایف هزازی (عربی: نايف هزازي؛ زادهٔ ۳۰ سپتامبر ۱۹۹۲) یک ورزشکار اهل عربستان سعودی است.
از باشگاه‌هایی که در آن بازی کرده‌است می‌توان به باشگاه فوتبال القادسیه عربستان سعودی اشاره کرد.